# Candi (Bandungan)
Candi is een bestuurslaag in het regentschap Semarang van de provincie Midden-Java, Indonesië. Candi telt 6328 inwoners (volkstelling 2010).